# Pillsbury (Dakota del Nord)
Pillsbury è un centro abitato (city) degli Stati Uniti, situato nella Contea di Barnes nello Stato del Dakota del Nord. Nel censimento del 2000 la popolazione era di 24 abitanti. La città è stata fondata nel 1911.

## Geografia fisica
Secondo i rilevamenti dell'United States Census Bureau, la località di Pillsbury si estende su una superficie di 0,60 km², tutti occupati da terre.

## Popolazione
Secondo il censimento del 2000, a Pillsbury vivevano 24 persone, ed erano presenti 6 gruppi familiari. La densità di popolazione era di 37,1 ab./km². Nel territorio comunale si trovavano 11 unità edificate. Per quanto riguarda la composizione etnica degli abitanti, l'87,50% era bianco e il 12,50% era nativo.
Per quanto riguarda la suddivisione della popolazione in fasce d'età, il 20,8% era al di sotto dei 18, l'8,3% fra i 18 e i 24, il 25,0% fra i 25 e i 44, il 37,5% fra i 45 e i 64, mentre infine l'8,3% era al di sopra dei 65 anni di età. L'età media della popolazione era di 43 anni. Per ogni 100 donne residenti vivevano 166,7 maschi.